# ニュー・キッド・イン・タウン
「ニュー・キッド・イン・タウン」（New Kid in Town）は、イーグルスの楽曲。アルバム『ホテル・カリフォルニア』からの先行シングルとしてリリースされた。

## 解説
リード・ボーカルはグレン・フライが担当。エレクトリックピアノとオルガンの演奏は、ジョー・ウォルシュによる。
イーグルスにとって3作目の全米1位獲得シングルとなり、ビルボードのアダルト・コンテンポラリー・チャートでは2位、カントリー・シングル・チャートでは43位に達した。また、本作はグラミー賞最優秀ボーカル・アレンジメント賞を受賞した。
1980年発売の『イーグルス・ライヴ』、2017年11月24日発売の『ホテル・カリフォルニア』40周年記念エクスパンデッド・エディションのボーナスディスクに、1976年10月公演のライブ・バージョンが収録されている｡
グレン・フライは「この曲（の詞の内容）はホール&オーツに捧げたものだ」、と当人たちが来ていたコンサートで発言したことで話題になった。

## カヴァー
- ナレオ - アルバム『ハワイアン・メモリー』（2002年）に日本盤ボーナス・トラックとして収録。
- J.D.サウザー - アルバム『Natural History』（2011年）に収録。
- リヴィア・ネストロフスキ - アルバム『Relaxing Bossa Lounge 19 - Unforgettable Famous Songs in Bossa Nova』（2015年）に収録。
- 竹内まりや - シングル「歌を贈ろう」（2024年）に収録。